# Limerick (Pennsylvania)
Limerick ist eine Gemeinde (Township) im Montgomery County im US-Bundesstaat Pennsylvania.
In dem Ort auf der Hälfte zwischen Philadelphia und Reading befindet sich das Kernkraftwerk Limerick.

## Persönlichkeiten
- Lisa Waltz (* 1961 in Limerick), Schauspielerin